# Ubysławice
Ubysławice (niem. Rüwolsdorf) – wieś w Polsce położona w województwie zachodniopomorskim, w powiecie białogardzkim, w gminie Karlino. W latach 1975–1998 wieś należała do województwa koszalińskiego. W roku 2007 wieś liczyła 94 mieszkańców. Miejscowość wchodzi w skład sołectwa Mierzyn.

## Geografia
Wieś leży ok. 1,5 km na wschód od Mierzyna.

## Zabytki
- budynek mieszkalny, szachulcowo - murowany z końca XIX wieku - zagroda nr 2.
- budynek mieszkalny murowany w stylu neoklasycystycznym z końca XIX w. (zagroda nr 18)[3].

## Komunikacja
W Ubysławicach znajduje się przystanek komunikacji autobusowej.